# إبراهيما درامي
إبراهيما درامي (بالفرنسية: Ibrahima Dramé)‏ هو لاعب كرة قدم سنغالي، ولد في 6 أكتوبر 2001 في Sédhiou ‏ في السنغال.

## وصلات خارجية
- إبراهيما درامي على موقع اتحاد تركيا (لاعب) (الإنجليزية)
- إبراهيما درامي على موقع قاعدة بيانات كرة القدم.إي يو (الإنجليزية)
- إبراهيما درامي على موقع ناشيونال فوتبول تيمز (الإنجليزية)
- إبراهيما درامي على موقع Soccerway.com (الإنجليزية)
- إبراهيما درامي على موقع عالم كرة القدم.نت (الإنجليزية)